# M249班用自動武器
M249班用自動武器（M249 squad automatic weapon，簡稱M249、SAW或M249 SAW），美國軍方正式名稱為。M249是美軍以比利時Fabrique Nationale（FN）制造的FN Minimi轻机枪的改良版本，在1984年正式成為美軍三軍制式班用機槍，亦是步兵班中最具持久連射火力的武器。
M249採用氣動、氣冷原理，槍管可快速更換令機槍手在槍管故障或過熱時無須浪費時間修理，護木下前方裝有摺疊式兩腳架以利於部署定點火力支援，亦可對應固定式三腳架及車用射架，M249對應彈鏈及STANAG彈匣供彈，機槍手在缺乏彈藥等緊急情況時可向其他裝備M16系列或M4的士兵借用彈匣來射擊，但以彈匣供彈時會因彈匣彈簧彈力太大而射速過高及可能出現故障。
在1991年海灣戰爭開始，每次美軍的軍事行動及戰爭皆可見到M249的蹤影，雖然有不少報告指出M249被沙或泥阻塞運作，但大部份士兵都對其作戰表現滿意，而隨着服役年期及重量問題，美国海军陆战队（USMC）研究一種介乎突击步枪與輕機槍之間的全自動武器計劃，名為步兵自動步槍（infantry automatic rifle，IAR）計劃，並在該計劃之中選擇了HK M27步兵自動步槍作為一部分M249的替代品。

## 開發

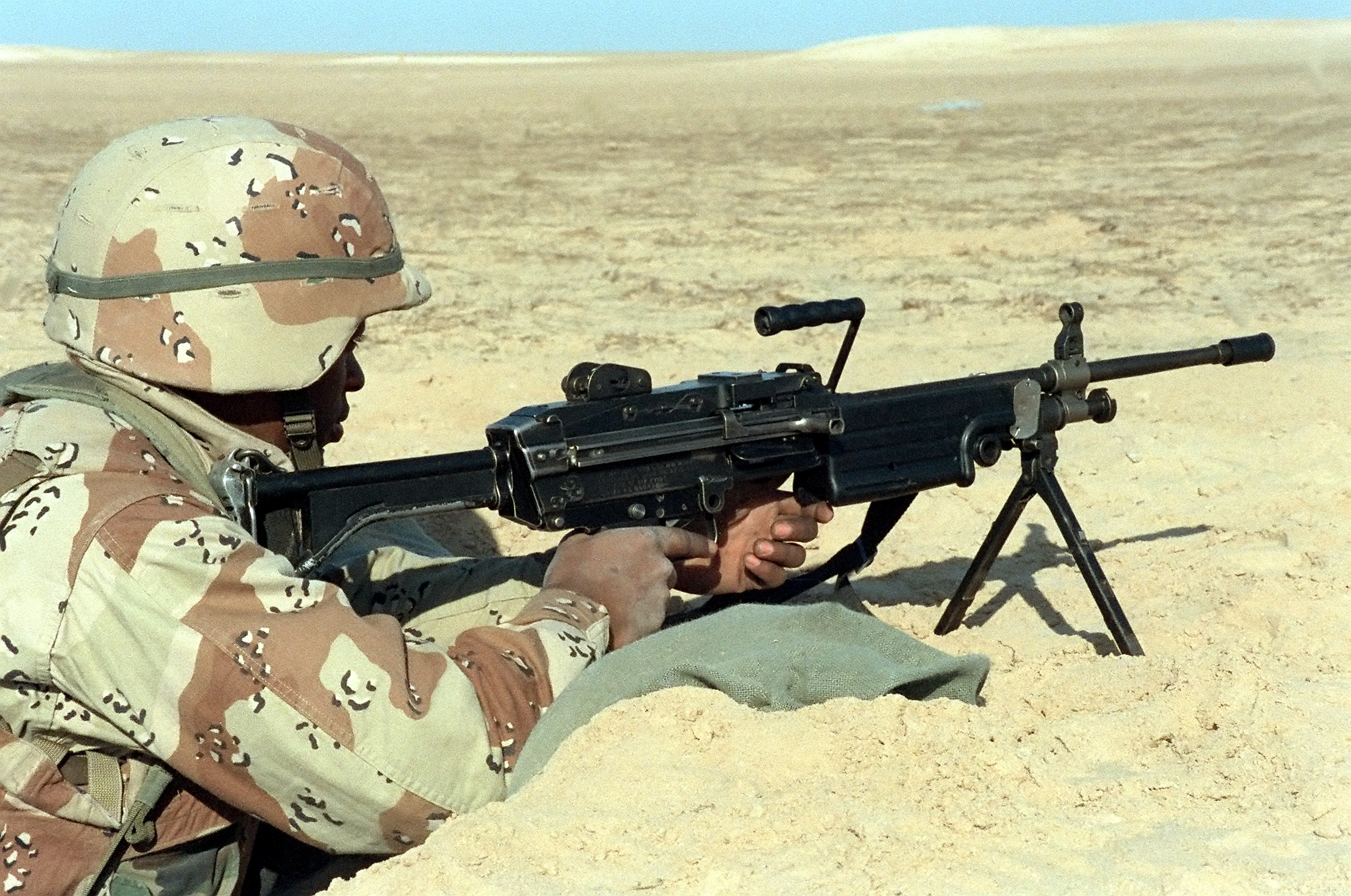
早期型的M249，裝有固定金屬槍托，沒有槍管套，圖片攝於1991年2月8日。

自1965年起，M60和M2成為了美國陸軍及美國海軍陸戰隊的主力機槍，M2是一種.50口徑的重機槍，主要用作載具及固定陣地上的定點連射武器，而M60則是一種可攜式中型機槍，用於為部隊提供具機動性的全自動支援火力，兩者皆具有相當重量而且最小要兩人才能有效運作。而在一戰起就成為了陸軍部隊常用輕機槍的白朗寧自動步槍（BAR）在1957年亦被M14自動步槍取代了，每個班的指定射手（Designated riflemen）可用M14作全自動射擊，而班中其他士兵則只能以半自動模式射擊，以確保準確度及節省彈藥，由於M14及M16步槍並非以全自動射擊作首要功能，20或30發彈匣無法提供像彈鏈供彈機槍般的有效持久連射火力，而且在持續快速射擊後，時有出現過熱及卡彈等故障，陸軍希望開發一種只需單兵操作、比M60更輕、比M16具有更佳火力的機槍，令士兵無須再以M16作全自動射擊來填補火力缺口。
1960年代，陸軍測試了多種不同設計機槍，包括了發射箭頭彈的槍械，而最為廣泛作「實戰測試」的槍械則是具有模組化設計、可通過轉換零件改變用途、發射5.56×45 NATO彈藥的Stoner 63，Stoner 63成為了越戰中當時部份海軍陸戰隊士兵及美國海軍海豹部隊的輕機槍，不過以上槍械皆沒有成為制式輕機槍。
1968年，美國陸軍的「陸軍輕武器計劃」（Army Small Arms Program）決定以5.56毫米口徑作新型輕機槍的彈藥，但陸軍沒有分配到充足經費，當時的5.56毫米彈藥亦被作戰部隊指火力太低，隨後陸軍只是開始研究改善5.56毫米彈藥，到1969年也沒有改變輕機槍彈藥口徑的打算。直至1970年7月，陸軍終於決定開發新型輕機槍，但仍然沒有指定口徑，同時提出把新型輕機槍命名為「班用自動武器」（Squad Automatic Weapon，SAW），不過到1971年7月，新型輕機槍的實際彈藥設計依然沒有定案，同年數月後，法蘭克福兵工廠（Frankford Arsenal）提出了在6毫米彈藥及加大彈殼的5.56毫米彈藥之間的二選一方案，並在1972年3月完成了這兩種彈藥的設計，當陸軍發表了「班用自動武器」計劃的規格文件，同年5月亦認可了6毫米彈藥的設計。1972年7月前，Maremont公司、菲力克·福特公司（Philco Ford）及岩島兵工廠的垂釣者研究室（Rodman Laboratory）承包了「班用自動武器」的開發合約，三家公司的版本分別命名為XM233、XM234和XM235（X為軍方對武器試驗的附加代號，experimental），計劃要求輕機槍連200發彈藥的重量需小於20磅（9.07公斤），有效射程最小達到800米（約2600尺）。
在「班用自動武器」計劃開始進行評選時，共有三種5.56毫米口徑樣槍及一種6毫米口徑樣槍參與，包括以M16突擊步槍加裝重槍管作長時間連射用途的柯爾特M16 HBAR、Fabrique Nationale（FN）的FN Minimi、黑克勒-科赫的HK23A1及垂釣者研究室的6毫米口徑XM235 SAW，這次評選在1974年12月完結。至1976年2月FN Minimi及XM235 SAW入選，同時有意見指出為士兵裝備新彈藥（指6毫米彈藥）將出現後勤補給問題，同年6月「班用自動武器」計劃指出必須改為使用標準的5.56毫米彈藥作新型輕機槍的標準口徑，並在10月通過了此項修改，而垂釣者研究室把XM235 SAW的口徑修改項目交由福特航空航天通訊公司（Ford Aerospace & Communications Corp.）負責，修改後的版本改名為XM248，而同樣修改了口徑的柯爾特M16 HBAR則名為XM106，兩種樣槍皆在1978年完成，同年黑克勒-科赫亦提交了5.56毫米口徑的HK21A1（原本為7.62×51毫米口徑）作參選。HK21A1其後被命名為XM262，而FN Minimi則名為XM249，軍方在1979年4月重新測試以上四種5.56毫米口徑的新樣槍。

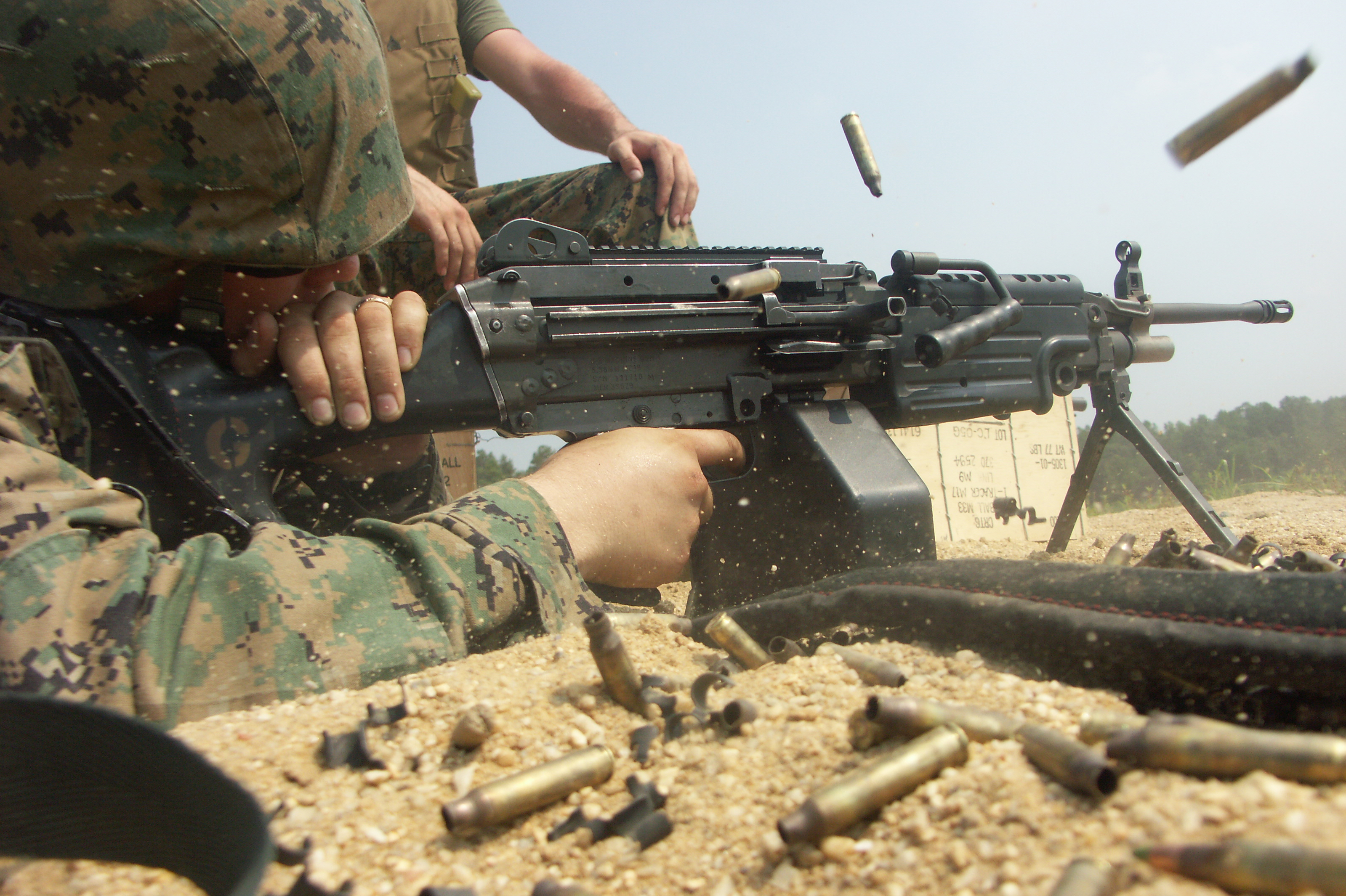
一名美國海軍陸戰隊士兵正在以M249 SAW進行實彈射擊訓練。

1980年5月，軍方決定採用XM249作為「班用自動武器」計劃的輕機槍，而XM262雖然在測試時同樣表現優秀，但最終仍然落選。同年9月，軍方向FN提出全面生產XM249的合約，並在1981年6月開始對定型的XM249進行進一步測試及於1982年2月1日正式採用。美國陸軍於1984年裝備M249班用自動武器，而美國海軍陸戰隊亦於一年後正式裝備。美軍版本的M249由位於美國南卡羅萊納州哥倫比亞FN子公司的廠房生產，與原本的FN Minimi設計有所不同，M249採用另一種槍托。
早期型的M249的由於槍管完全外露，持續射擊時槍管的上升熱氣流影響瞄準，前準星需要專門用具才能調節，而且機匣邊緣及部份零件鋒利容易割傷射手，結果在1985年8月23日，當時的美國陸軍副部長詹姆斯·安布羅斯（James R. Ambrose）停止了M249的生產計劃並提出產品改進計劃（product improvement program，PIP）以解決以上問題，但美國國會在1986年財政年度中把M249的相關經費轉為退伍金等其他用途，結果導致超過1,100把已經裝備的早期型M249被迫繼續服役，另外超過7,000把早期型M249則庫存在倉庫直至產品改進計劃得經費才進行改裝，至1988年才開始把早期型M249改裝，並以M249 PIP為標準重新生產。

## 設計細節

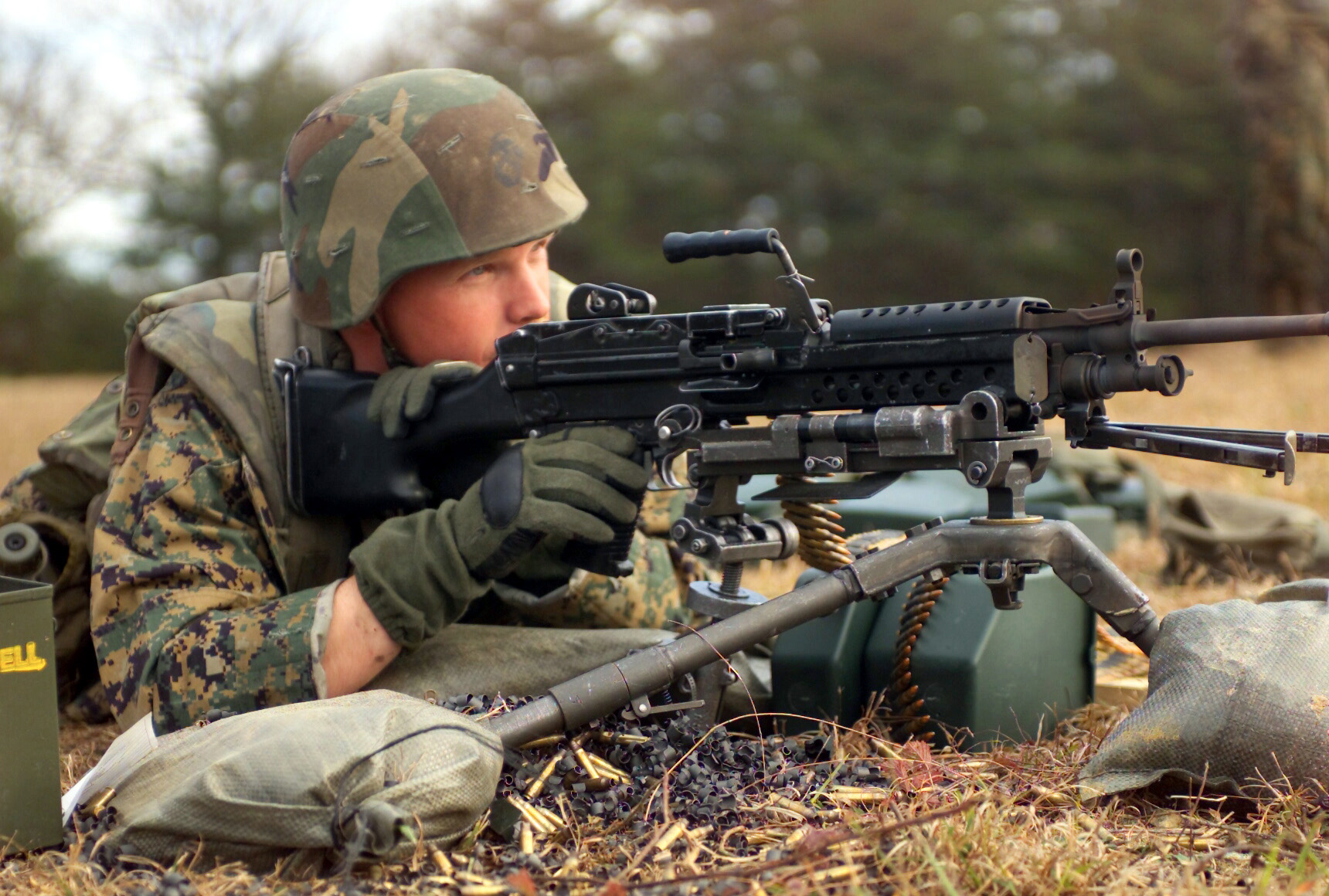
一名美國海軍陸戰隊士兵使用M112A1三腳架支撐著他的M249，並且執行射擊訓練中。

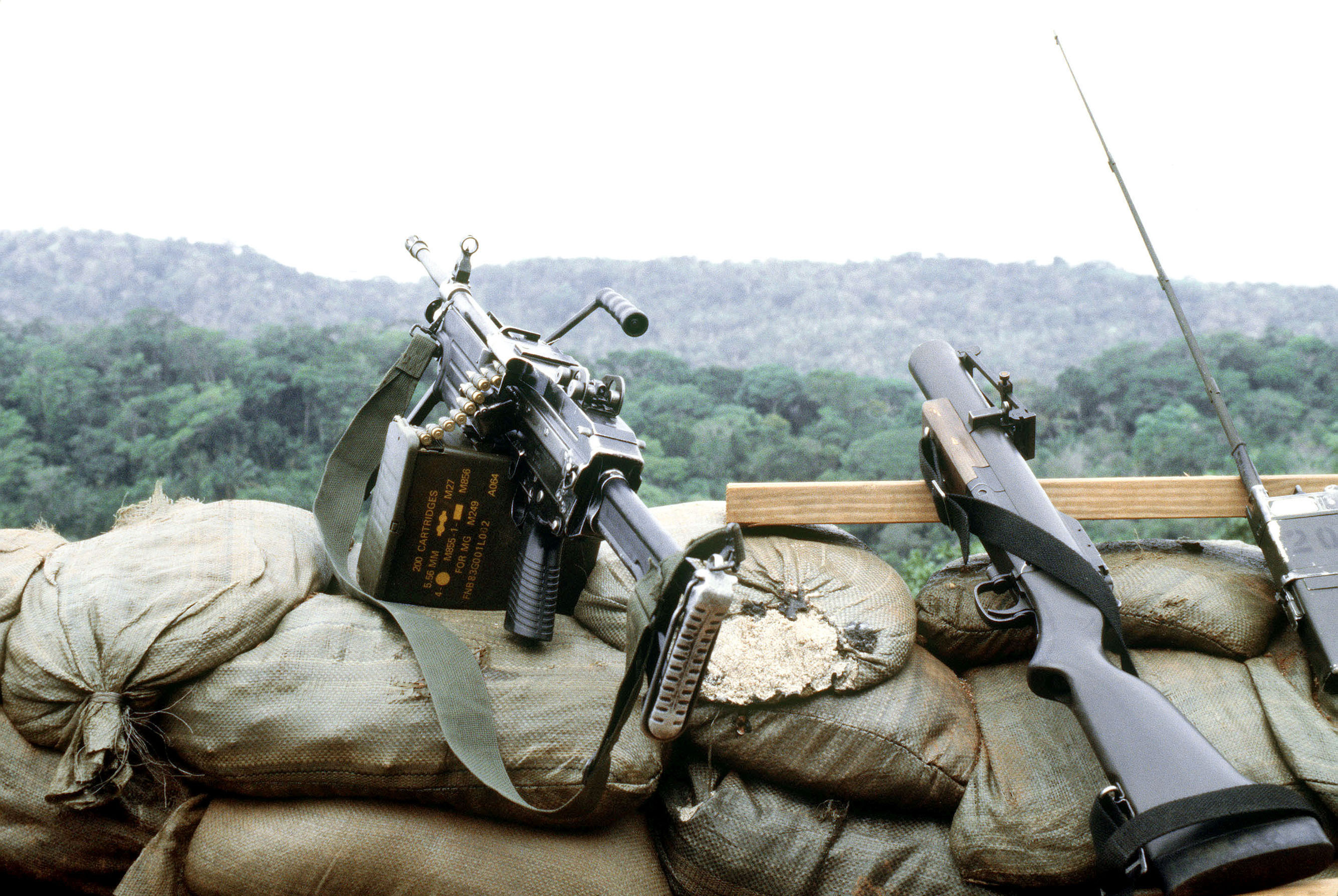
美國入侵巴拿馬時的一把早期型M249，可以看到200發專用硬塑膠彈箱上說明了M855普通彈與M856曳光彈的連接方式；另一把是M79榴弹发射器。

M249 SAW的供彈方式說明：
左為彈匣供彈、右為為彈鏈供彈。

M249全長1,041 mm（41英寸），連200發彈鏈及硬塑膠彈箱重7.5（17磅），是一種對應彈鏈及彈匣供彈、發射5.56×45 NATO彈藥的輕機槍，一般採用每四發M855普通彈配一發M856曳光彈的連接方式組合成的M27彈鏈作彈藥，配放在硬塑膠彈箱或軟帆布彈袋內並下掛在機匣底部。
M249採用開放式槍栓及氣動式原理運作，當扣動扳機時，槍機和槍機連動座在受到復進簧的推力下向前移動，子彈脫離彈鏈並進入膛室，擊針擊發子彈後膨脹氣體經槍管進入導氣管回到槍機內，並使彈殼、彈鏈扣排出，同時拉入彈鏈及帶動槍機和槍機連動座回到待擊狀態，多餘的氣體會在導氣管末端排氣口排出。
槍管膛線纏距為180 mm（7英寸），氣冷式的槍管可通過槍管提把進行更換並由凸輪自動校正定位，護木下的摺疊式兩腳架可調整長度，亦可對應三腳架或車用甚至空用射架。在部署後的M249準確度比一般步槍為高，亦能提供穩定的持續作戰射速，排氣口上的氣體調節器可改變排氣流量，從而調節至每分鐘750發或1,000發的理論射速，以確保在寒冷天氣或槍械極度污髒等的不同環境下的順暢運作，但在產品改進計劃（PIP）後，為了減慢槍管過熱，改進型的M249取消了氣體調節器，理論射速固定在每分鐘850發。
|                               | M1918 BAR 已退役的美國輕機槍 | M249 美國輕機槍    | M249 Para 美國輕機槍 | M16A2 美國制式步槍（用於對比而列出） | M240B 美國中型機槍 | RPK-74 俄罗斯／前蘇聯輕機槍 | QJB-95 中国輕機槍 | Negev 以色列輕機槍 | Ultimax 100 新加坡輕機槍 |
| ----------------------------- | ---------------------------- | ------------------ | -------------------- | ------------------------------------ | ------------------ | --------------------------- | ----------------- | ------------------ | ------------------------ |
| 全重                          | 9.5（21磅）                  | 10（22磅）         | 9.1（20磅）          | 4（9磅）                             | 15.8（35磅）       | 5.56（12磅）                | 3.95（9磅）       | 9.7（21磅）        | 6.8（15磅）              |
| 全長                          | 1,194 mm（47英寸）           | 1,041 mm（41英寸） | 893 mm（35英寸）     | 1,000 mm（39英寸）                   | 1,245 mm（49英寸） | 1,060 mm（42英寸）          | 840 mm（33英寸）  | 1,020 mm（40英寸） | 1,030 mm（41英寸）       |
| 發射彈藥                      | .30-06 Springfield           | 北約5.56×45毫米    | 北約5.56×45毫米      | 北約5.56×45毫米                      | 北約7.62×51毫米    | 5.45×39毫米                 | 5.8×42毫米DBP87   | 北約5.56×45毫米    | 北約5.56×45毫米          |
| 供彈方式 （以最常用方式列出） | 20發彈匣                     | 200發彈鏈          | 200發彈鏈            | 30發彈匣                             | 100發彈鏈          | 45發彈匣                    | 75發彈鼓          | 150發彈鏈          | 100發彈鼓                |
| 槍口初速                      | 860米／秒                    | 915米／秒          | 915米／秒            | 930米／秒                            | 905米／秒          | 960米／秒                   | 970米／秒         | 915米／秒          | 970米／秒                |
|                               |                              |                    |                      |                                      |                    |                             |                   |                    |                          |

## 衍生型

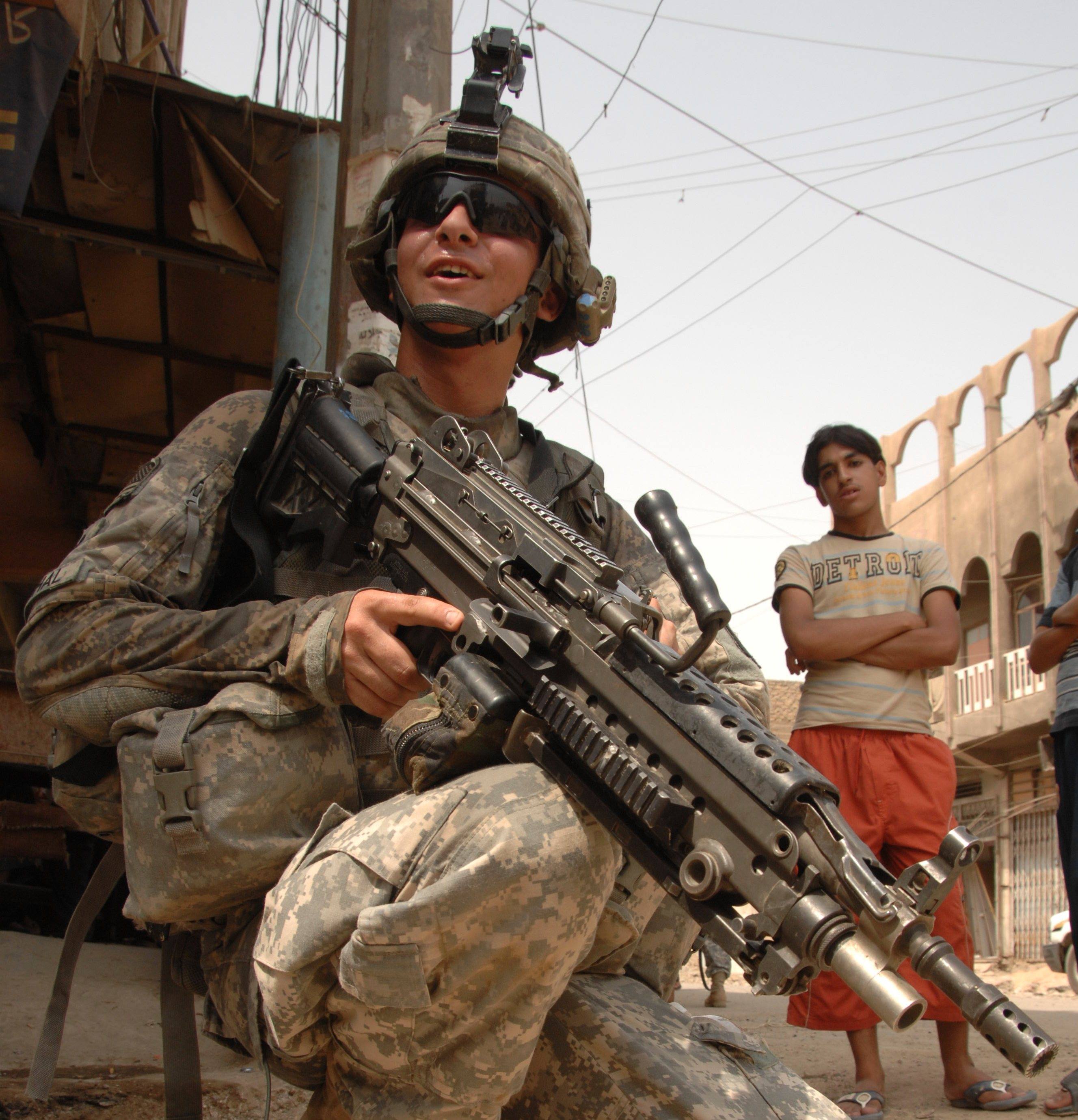
一名美國陸軍士兵手持的M249，裝有類似M4卡賓槍的伸縮式槍托，並配有軟帆布彈袋。

### M249 PIP
M249 PIP為產品改進計劃後的版本，主要改良了各部份零件的鋒利邊緣，並把原本的固定管型金屬槍托改為類似M240所用的固定塑膠槍托，以便在槍托內容納液壓後座緩衝裝置，同時取消了早期型的氣體調節器以簡化操作，槍管頂部加裝固定護板，固定式提把改為上下旋轉式，另外並改良了兩腳架、消焰器和瞄準具。後來美軍的「士兵強化計劃」（Soldier Enhancement Program，SEP）又提出在機匣頂部及護木加裝皮卡汀尼導軌以便安裝瞄準鏡及其他戰術配件。

### M249傘兵型
M249傘兵型（M249 Para）是為空降部隊提供的緊湊版本，裝有16.3英吋短槍管、旋轉伸縮式管型金屬槍托，全長只有893 mm（35英寸）、空槍重7.1（16磅）。

### M249特種用途武器
M249特種用途武器（M249 Special purpose weapon，簡稱M249 SPW）是FN根據美國特種作戰司令部（USSOCOM）的要求開發的戰術改良、輕量化版本，空槍重量只有5.7（13磅）。M249 SPW移除了提把、兩腳架、STANAG彈匣供彈口及車用射架配接器，採用傘兵型的旋轉伸縮式管型金屬槍托，同時在機匣內部鑽孔以減低重量。為了可安裝與M4A1卡賓槍相通的SOPMOD戰術配件，機匣頂部亦加裝了一條皮卡汀尼導軌，護木加裝了三條，並改用快拆式兩腳架。M249 SPW的輕量化短槍管比傘兵型短槍管較長，令全長有908 mm（36英寸）。

### Mk 46 Mod 0
Mk 46 Mod 0是USSOCOM裝備在M249 SPW後，美國海軍特種作戰司令部（Naval Special Warfare Command，NSWC）所採用的改良後版本，同樣除了提把、兩腳架、STANAG彈匣供彈口及車用射架配接器，但沿用M249 PIP的固定塑膠槍托。護木的皮卡汀尼導軌設計也有所不同，槍管長16.3英寸（414 mm），槍管護板上再加一條導軌，亦比M249 SPW的更粗並刻槽以減慢過熱。

### Mk 48 Mod 0

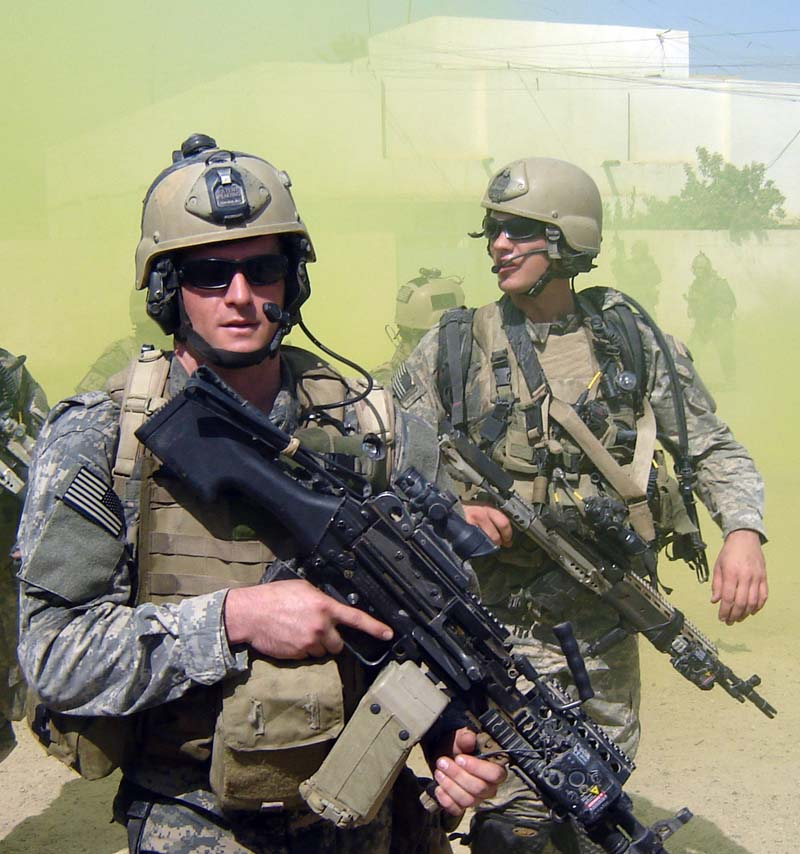
一名裝備Mk 48 Mod 0的海豹部隊下士麥克·蒙索（Michael A. Monsoor），他於2006年9月29日在伊拉克陣亡。

Mk 48 Mod 0是應美國特種作戰司令部的要求，以Mk 46放大口徑來發射7.62×51毫米NATO彈藥的版本，軍方定名為「輕量化機槍」（Light Weight Machine Gun，LWMG），以取代Mk 43 Mod 0/1及M60E4。雖然M60比美國陸軍現役的M240更輕，而且更適合作為美軍步兵的中型機槍作戰，但M60的服役時間過長、設計缺陷引致的可靠性問題令美國陸軍在1990年代以M240B取代M60。但是美國海軍特種作戰司令部（NAVSPECWAR）考量M240B重量達27.5磅（12），配標準槍管長達49英寸（1,245 mm），雖然M240B較可靠，仍不願輕易放棄已提高機動性的M60E4（配「突擊型」短槍管，重22.5磅，全長37.7英寸）。因此美國特種作戰司令部2001年又開始徵求新型機槍，FN以放大口徑的Mk 46參選。修改後的版本重18.5磅（8）、全長39.5英寸（1,003 mm），Mk 48 Mod 0比M60E4更輕、更為可靠耐用，而且操作維護方式相同，甚至有部份零件可與M249系列通用。美國特種作戰司令部計畫在2003年8月開始裝備Mk 48 Mod 0。

### Mk 48 Mod 1
Mk 48 Mod 1為Mk 48 Mod 0改良版本，口徑相同，但改用19.75英寸（502 mm）槍管，空槍重18.37磅（8），理論射速為每分鐘680至780發。

## 服役歷史

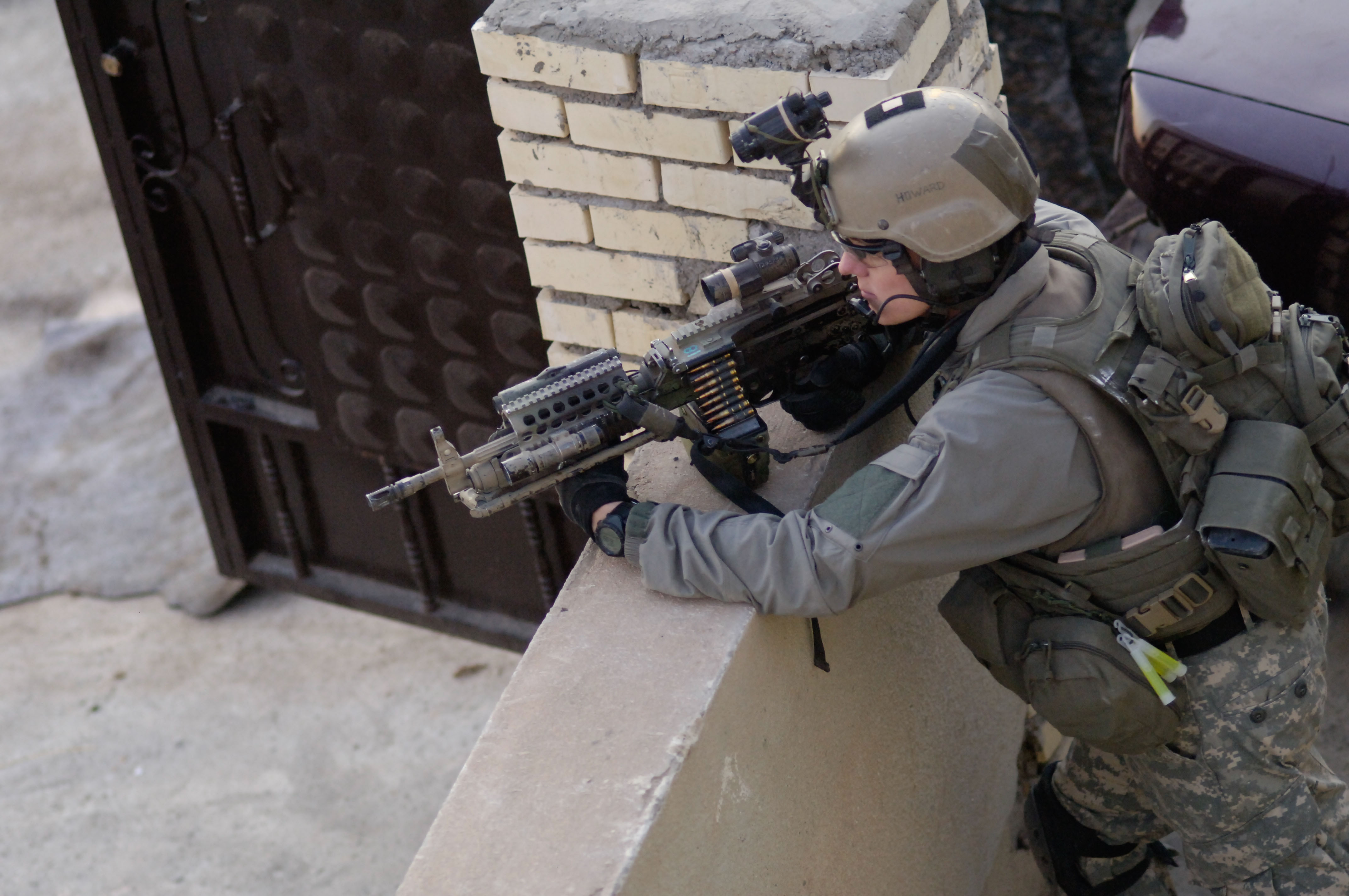
一名美國陸軍第二營的第75游騎兵團中的一位士兵2009年裝備了MK 46在伊拉克執行任務。

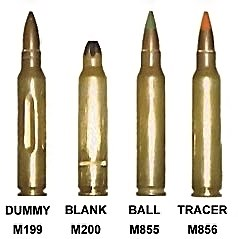
M249 SAW可發射多種不同用途的彈藥，由左至右：
M199假子彈、M200空包彈、M855普通彈及M856曳光彈。

M249 SAW在1984年起服役，但部隊對其作戰表現意見不一，如在卧姿射擊時能夠滿足一般輕機槍用途，而在抵肩和抵腰射姿時射手較難控制及瞄準，另外有意見指M249 SAW非常耐用及能提供強大火力，但仍需要作出改進，如彈殼助退器難以固定在槍口，內置式兩腳架不結實且極易損壞，背帶環位置令射手不適，機匣太多縫隙，污物容易累積而影響運作，甚至指重槍管的全自動M16衍生型效能更好。
美軍在1991年海灣戰爭前並沒有廣泛裝備M249 SAW，但隨後每次美軍衝突中也漸漸大規模地裝備，如1993年索馬里聯合軍事行動、1994年波士尼亞戰爭、1999年科索沃戰爭、2001年阿富汗戰爭及2003年伊拉克戰爭，另外軍方亦把過剩存倉的M249 SAW作軍備援助給玻利維亞、哥倫比亞及突尼西亞。
一般裝備M249 SAW的常規部隊士兵配有600發機槍彈藥，分別以三個硬式塑膠彈箱裝載，每個內裝200發彈鏈。以戰術用途而言，M249 SAW在定點部署時能為步兵提供強大支援火力，在手持時仍然能夠有效射擊。

### 海灣戰爭
1991年海灣戰爭期間，美國陸軍及美國海軍陸戰隊只裝備了約1,000把M249 SAW，而大部份部隊仍然採用M60作戰，裝備M249 SAW的士兵通常不會定點提供支援火力，而是伴隨其他步兵前進，亦有大量投訴指M249 SAW在沙漠環境長期使用後容易被沙塵污物堵塞。

### 阿富汗戰爭（2001年至2021年）

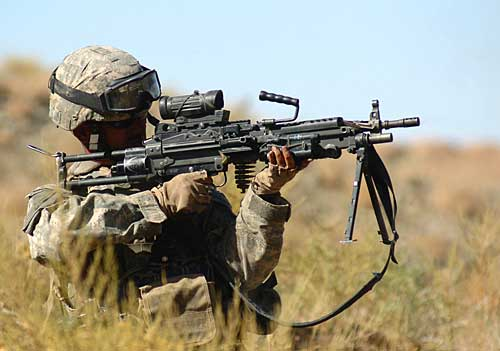
空降部隊所裝備M249傘兵型。

2001年阿富汗戰爭期間，部隊所裝備的M249 SAW已經全部更新成PIP版本，並與M240互相配搭來保持持續火力及射程覆蓋，一般每個八人步兵班會裝備兩把M249 SAW，而且大部份M249 SAW射手也會改用旋轉伸縮式管型金屬槍托以便於空降及近戰任務，特種部隊更會採用M249傘兵型或M249 SPW以減輕攜行重量。
在2002年，美國陸軍納提克士兵研究中心（Natick Soldier Center）的查理·狄恩中校（Lieutenant Colonel Charlie Dean）及森·伊恩中士（Sergeant Sam Newland）發現的「阿富汗經驗研究報告」（Lessons Learned in Afghanistan）指，有54%M249 SAW射手表示維護其武器很困難，30%指武器容易生鏽，又指彈箱難以固定且自行掉下，80%士兵滿意M249 SAW的準確度和殺傷力，但只有64%對其有信心。

### 伊拉克戰爭
2003年美軍出兵伊拉克時，所有部隊都裝備了M249 PIP及M249傘兵型，至2004年，大部份M249 SAW皆服役接近二十年而出現可靠性問題，甚至有報告指射手需要以水管膠布來固定鬆脫部件，士兵亦要求替換武器及提高性能。5.56毫米子彈亦被指擊中目標數次後敵人仍有能力作戰，在沙漠環境作戰時如沒有經常清理武器引至的故障及卡彈問題仍然存在。
2003年5月15日，由美國陸軍中校占·史密夫（Lieutenant Colonel Jim Smith）發表的「美國士兵計劃執行辦公室伊拉克自由行動經驗研究報告」（Operation Iraqi Freedom PEO Soldier Lessons Learned）中，史密夫指M249能夠提供步兵班必須的火力，又讚揚短槍管和前握把（自行加裝）令M249 SPW在城市近戰中更為有效。
2007年的國防工業發展協會（National Defense Industrial Association）中，美國陸軍第17步兵團第1營的艾爾·凱利（Al Kelly）上校介紹時把M249 SAW形容為「射程令人滿意，且非常可靠」及「優秀的火力引導武器」，又指彈袋取代彈箱作供彈具將會更好，及「射速高可彌補殺傷力低的問題」。

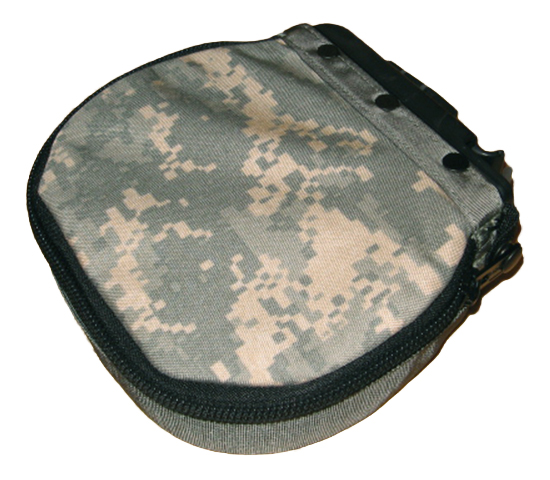
可裝200發5.56x45子彈的軟帆布彈袋。

## 未來
由於服役了一段很長時間，美國陸軍和美國海軍陸戰隊所裝備的M249 SAW很多都出現老化及可靠性問題，軍方亦開始為其進行翻新計劃以廷長武器壽命，主要針對採用點焊方式組裝早期型M249 SAW，其他較後期生產的則採用全焊組裝而無須翻新。近年海軍陸戰隊開始研究一種名為步兵自動步槍（infantry automatic rifle，IAR）的彈匣供彈式自動武器，最終採用了HK M27步兵自動步槍，並計劃購買4,100把來取代部分現役約10,000把的M249 SAW，剩下的8,000把M249 SAW則留侍有需要更多火力時才使用。
不過美國陸軍目前並沒有任何採用步兵自動步槍的意圖，美國陸軍研究及開發中心（U.S. Army Infantry Research and Development Center）的羅伯特·雷德克里夫（Robert Radcliffe）上校指彈匣供彈的自動步槍將減低陸軍步兵班的火力，因為海軍陸戰隊每個班有13人、分3個小隊，陸軍每個班只有9人、分2個小隊，陸軍步兵班必需依靠班中的機槍手來提供火力。但陸軍仍然希望有新的班用自動武器來取代M249 SAW。

## 使用國

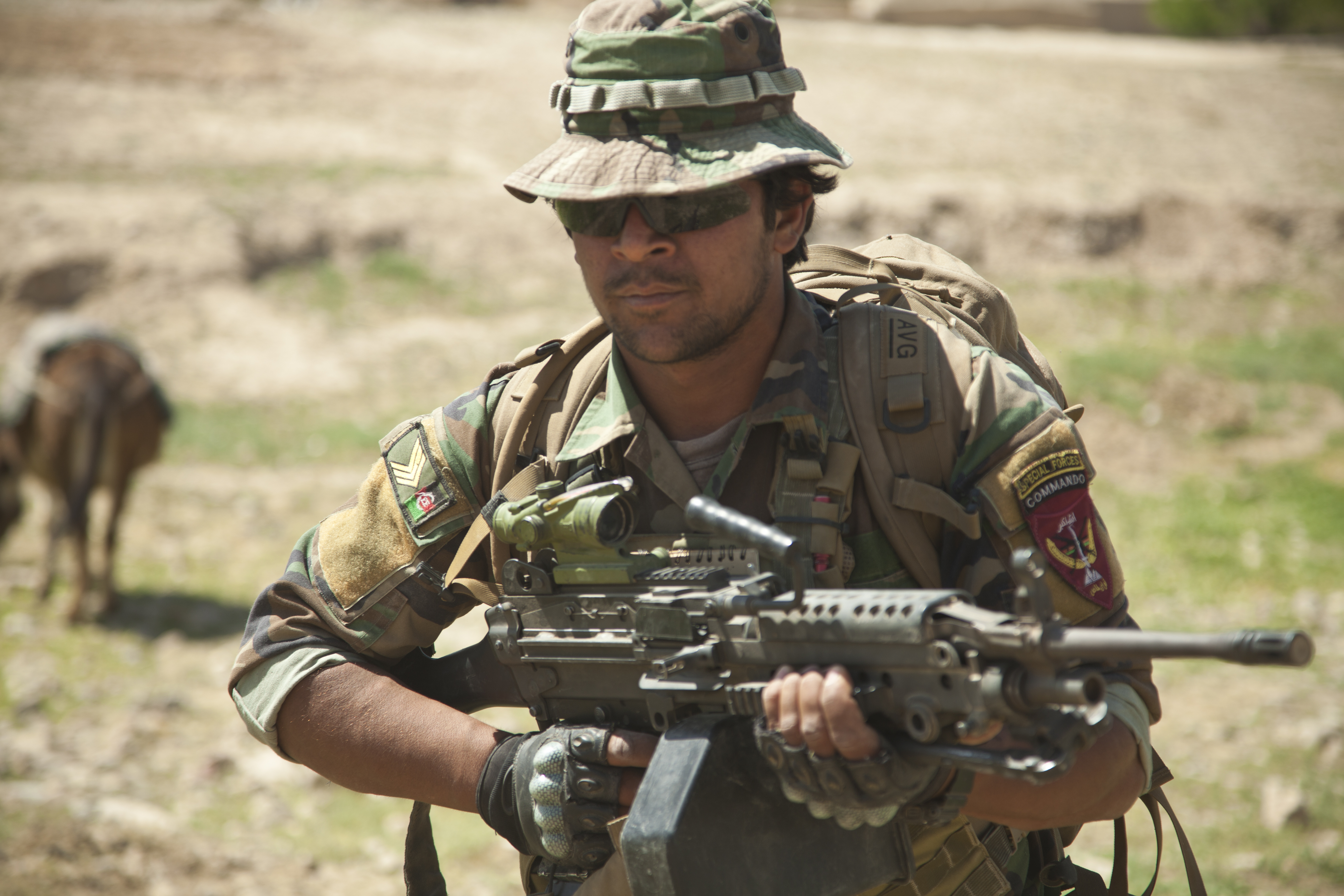
阿富汗突擊隊士兵手持M249

註：以下僅列出M249和其改進型的使用國，並不包括比利時原產或其他版本的FN Minimi的使用國。
- 阿富汗
  - 阿富汗國民軍（SAW）
- 阿富汗伊斯蘭酋長國：繼承自前伊斯蘭共和國政權。
  - 伊斯蘭酋長國軍（SAW）
  - 阿富汗內務部（SAW）
- 阿根廷
  - 阿根廷海軍陸戰隊（英语：Argentine Marines）（SAW）
- 哥伦比亚
- 捷克
  - 捷克陸軍（英语：Czech Land Forces）第601特種部隊群（英语：601st Special Forces Group）
- 匈牙利
  - 匈牙利陸軍特種部隊（SAW）
- 印度
- 伊朗
  - 伊朗陸軍第65空降特種部隊旅（英语：65th Airborne Special Forces Brigade）（SAW）
- 伊拉克
  - 伊拉克陸軍（SAW）
- 伊拉克库尔德斯坦
  - 佩什梅格
- 牙买加
- 黎巴嫩
- 墨西哥
  - 墨西哥海軍
- 摩洛哥
- 北馬其頓
  - 北馬其頓共和國陸軍（英语：Army of North Macedonia）（SAW）
- 中華民國
  - 中華民國國軍（SAW）
- 羅馬尼亞
- 泰國
- 乌克兰：俄羅斯入侵烏克蘭期間由美國軍援。
  - 烏克蘭武裝部隊
  - 烏克蘭安全局
- 美国
  - 美國軍隊
    - 美國陸軍（SAW、Para、PIP、Mk 48）
    - 美國海軍（SAW）
    - 美國空軍（SAW）
    - 美國海軍陸戰隊（SAW；已被M27 IAR所取代）
    - 美國特種作戰司令部（Para、SPW、Mk 46、Mk 48）

  - 聯邦調查局人質拯救隊（SAW）
  - 緝毒局（SAW、SPW、Mk46）
  - 外交安全局（SAW）
  - 中央情報局（SAW）

## 流行文化

### 電影
- 2002年—
- 2003年—
- 2007年—
- 2009年—《第九禁區》
- 2009年—：由赫塞爾·達爾頓「重砲」（艾德瓦利·亞肯努耶-阿嘉巴傑飾演）所使用，左手持榴彈發射器。
- 2011年—《世界異戰》
- 2012年—：型號為M249傘兵型，由美國海軍海豹突擊隊員所使用。
- 2014年—《美國狙擊手》：由美國海軍陸戰隊所使用。
- 2015年—《怒火邊界》：安置在墨西哥警察的皮卡上。
- 2016年—《美國隊長3：英雄內戰》：巴奇·巴恩斯（冬兵）（James Buchanan "Bucky" Barnes／Winter Soldier，賽巴斯汀·斯坦飾演）與美國隊長（Steven Rogers／Captain America，克里斯·伊凡飾演）進入西伯利亞的九頭蛇基地時手持M249傘兵型。
- 2016年—：型號為M249傘兵PIP型，至少一挻裝有ACOG光學瞄準鏡，由約翰·「提格」·提根（多米尼克·福穆薩飾演）和克里斯·「坦托」·帕倫多（帕布·羅薛伯飾演）在內的GRS隊員所使用。
- 2017年—《战狼2》：由雇佣兵干部“大熊”（Bear，弗拉德米尔·科扎洛夫（英语：Oleg Prudius）饰演）所使用。
- 2018年—《红海行动》：型号为M249标准型与伞兵型：
  - 标准型由中国人民解放軍海军“蛟龙突击队”机枪手“石头”张天德（王雨甜饰）所使用；
  - 伞兵型由中国人民解放軍海军“蛟龙突击队”机枪手佟莉（蒋璐霞饰）所使用，使用类似M4卡宾枪的伸缩枪托。
- 2018年—《極盜戰》：為傘兵型，於最終槍戰中由雷·梅爾曼（帕布羅·薛伯飾演）所使用。
- 2025年—《戰役》：型號為Mk 46 Mod 0，裝有各種戰術配件，由海豹部隊成員所使用。

### 電子遊戲
- 1998年—：于资料片中出现，型号为M249 SPW。为HECU机枪手所使用，也可以让主角阿德里安·谢菲尔德在战场上缴获使用。使用200发弹箱却奇怪的只装填50发弹链，连续射击时人物会誇張地因後座力導致往后退。多人模式中拾取“弹药强化”套件后单弹匣载弹量可增加至100发。
- 1999年—：型号为伞兵型，但使用SPW型的机匣，命名為「M249」，載彈量100發，奇怪的没有機匣蓋，而且供彈裝置是向右側打開，空倉重新裝填後玩家角色也沒有拉動槍機拉柄。
- 2002年—《美國陸軍二》[52]
- 2003年—：型号为伞兵型，命名為「M249」，載彈量100發。除模型贴图比前作更精细以外，其余同前作大致相同。
- 2004年—：型号为标准型，命名為「M249」，于前作中错误的重新裝填动作以及枪械模型于本作修正，重新裝填动作改为類似的版本，但空倉重新裝填後玩家角色仍然沒有拉動槍機拉柄。
- 2005年—：由美国海军陆战队和海豹部队支援兵所使用，以200发M27弹链供彈，单载弹量是游戏內的机枪中最多的。
- 2005年—《真實計劃》
- 2006年—
- 2007年—：隨遊戲登場武器，型号为标准型，命名為「M249」，載彈量100發。奇怪的没有機匣蓋，而且供彈裝置是向右側打開，空倉重新裝填後玩家角色也沒有拉動槍機拉柄。另外亦有多種改進版：
  - 紅色M249：紅色槍身限定版。
  - 迷彩M249：迷彩槍身限定版。
  - 悍將M249：紅色膠帶槍身退伍軍人限定版，可使用槍托進行近戰攻擊。
  - Skull-6：為M249的反殭屍用改進型，使用修正了錯誤的槍械模型。發射由政府新研製的合金製成的特種彈藥，使用金色槍身、槍口與導氣箍及準星座和黑色手槍握把、上隔熱罩、槍托與彈箱，槍管上具有爪狀倒勾，在彈箱上更印有骷髏頭圖案，安裝高倍率狙擊鏡。台灣和香港於2013年8月6日推出，命名為「災骸魔神」；中国大陆於2013年8月7日推出，命名為「碎魂骑士」。
  - Skull-7：為M249的反殭屍用改進型，其彈藥採用政府新研製的合金製成，使用金色槍身與彈箱和黑色手槍握把與槍托，安裝低倍率瞄準鏡。台灣和香港於2010年7月13日推出，命名為「命運金鑰」；中国大陆於2010年7月14日推出，命名為「碎魂者」。
  - Skull-8：為M249的反殭屍用改進型，其彈藥採用政府新研製的合金製成，使用金色槍身與和黑色彈箱、手槍握把與槍托。和Skull-7的差異是在槍管正下方安裝了同樣以政府新研製的合金製成的斧頭，可用斧頭行近戰攻擊，相對地沒有安裝瞄準鏡。台灣和香港於2013年7月2日推出，命名為「幽冥暴君」；中国大陆於2013年7月3日推出，命名為「碎魂利刃」。
    - 以上部份改型的重新裝填动作仍然沿用前作与的错误動作。
- 2007年—及重製版：型號為M249E2 SAW，命名為「M249」，載彈量100發。戰役模式中由美国海军陆战队及英國陸軍特種空勤團所使用。聯機模式中為解鎖武器，可使用的改裝包括：紅點鏡、前握把和先進戰鬥光學瞄準鏡。重製版本中裝備該槍重新裝填時玩家角色會在裝上新的彈鏈後才拉動拉機柄。
- 2007年—《戰地之王》
- 2008年—
- 2008年—
- 2008年—：型号为标准型加装伞兵枪托，由PK组织的机枪手所使用，亦可被女主角費斯·康納斯所缴获。
- 2009年—《美國陸軍三》[53]
- 2009年—及重製版：只在戰役模式關卡「Whisky Hotel」中以固定武器出現。
- 2010年—《榮譽勳章》：型號為M249E3，單人模式中由第75遊騎兵團隊員但丁·亞當斯特技兵所使用，裝上M145機槍用瞄具。聯機模式時為聯合軍步槍兵所用武器。
- 2011年—：命名為「M249-E2 SAW」，載彈量100發，由遊戲中所有陣營的士兵所使用。另外此槍亦有安裝在聯機模式中的遠程操作機械人。
- 2011年—《光荣使命》
- 2011年—《3》：型號為M249E3 SAW，配備Mk 46的固定槍托和戰術導軌護木。單人模式中由包括主角亨利·布萊克本中士在內的美國海軍陸戰隊隊員所使用；聯機模式中為支援兵武器。
- 2011年—：型號為Mk 46 Mod 0，命名為MK46，載彈量100發。戰役模式中由美國陸軍三角洲部隊和尼古萊的部隊（包括主角尤里）所使用。聯機模式時於等級54解鎖，並能使用紅點鏡、ACOG光學瞄準鏡、全息瞄準鏡、熱能探測式瞄具、混合式瞄準鏡、消音器、心率探測儀、前握把、射速增加和增大容量彈箱（增至200發）。在生存模式則於等級34解鎖，價格為$7,000。
- 2012年—：傳承自前作，命名為「M249」。原本錯誤的重新裝填動作及槍械模型在本作中得到修正。
- 2012年—：型號為M249 SAW及Mk 46 Mod 0，聯機模式中為機槍手武器，並可作定制改裝。
- 2012年—《战争前线》：型号为伞兵型，命名为“M249 Para”，绿色弹箱，使用200发M27弹链供彈，为步枪手专用武器，抽奖获得，并可以改装枪口配件（通用消音器、突击消音器、突击制退器）、战术导轨配件（通用握把、突击握把、突击握把架、机枪双脚架）以及瞄准镜（EoTech 553全息瞄准镜、绿点全息瞄准镜、ELCAN SpecterDS瞄准镜、红点瞄准镜、步枪高级瞄准镜、Trijicon ACOG瞄准镜）。拥有黄金版本，强化载弹和威力，同时对僵尸拥有40%的伤害加成。
- 2013年—《絕對武力Online 2》：型號為M249-E2 SAW，命名為“M249”。
- 2013年—《美國陸軍：演習場》[54]
- 2013年—《4》：型號為傘兵型，命名為「M249」，歸類為輕機槍，使用200發彈箱供彈，單機模式中能夠由主角丹尼爾·雷克（Daniel Recker）所使用，也是其隊友「愛爾蘭佬」的常用武器。聯機模式中為支援兵武器，在完成單機模式任務「最終使命」後解鎖。
- 2013年—《2》：型號為傘兵型（預設）、E2型（使用固定槍托及長槍管後）及Mk 46 Mod 0（使用固定槍托及導軌護木後），命名為「KSP」，Mayhem或以上出現的Skulldozer亦使用此武器。
- 2013年—《3》：型號為Mk 46 Mod 1，命名为“LIM-85 5.56mm"。
- 2014年—《叛亂（英语：Insurgency (video game)）》：型號為M249E2 SAW，命名為“M249”，安全部隊專用武器。
- 2014年—《未转变者》：使用了化名。
- 2015年—：型號為傘兵型，聯機模式中被安裝於車輛上使用。
- 2015年—：由特別警察行動營幹員和新進人員所使用。
- 2015年—《戰術小隊》：分別為標準型及傘兵型。前者被命名為“Minimi”，由民兵所使用；後者被命名為“M249 PIP”，為美國陸軍制式武器。
- 2016年—《少女前線》：命名為「M249 SAW」，為章節限定掉落人形。聯動角色克拉耶絲也是使用該武器，有加裝瞄具與槍托。
- 2017年—《絕地求生》：命名為"M249"，使用100發彈箱供彈（更新6.3后变成75发，扩容后为150发，可以装备所有步枪弹夾和战术枪托），5.56mm口徑，可以配備：紅點瞄準鏡、全息瞄準鏡、6倍及以下高倍瞄準鏡。
- 2017年—《surviv.io》:命名為m249。
- 2018年—《叛亂：沙漠風暴》：登場型號為E2型，命名為“M249”，由安全部隊所使用。
- 2018年—《5》：命名為“M249”。
- 2019年—
- 2024年— 《三角洲行动》: 命名为“M249轻机枪”。

### 動畫
- 2011年—《魔法少女小圓》：曉美焰在對付魔女之夜時所使用的武器之一。

## 註解
1. 1 2 3  Military Analysis Network （页面存档备份，存于）, M249 Light Machine Gun
2. ↑  .   [2009-06-27]. （原始内容存档于2010-05-15）.
3. ↑  Lamothe, Dan. . Marine Corps Times. 2010-07-02  [2010-07-02]. （原始内容存档于2011-07-14）.
4. ↑  .   [2017-08-01]. （原始内容存档于2012-10-08）.
5. 1 2  Willbanks 2004，第179頁
6. ↑  Willbanks 2004，第131頁
7. 1 2  U.S. Army 1992, A-1 Rif platoon
8. ↑  Jones 2005
9. 1 2  U.S. Army 2003, 7–9 Automatic or burst fire
10. 1 2 3 4  Bonds & Miller 2002，第451頁
11. 1 2  Ezell 1983，第91頁
12. ↑  U.S. Army 1968，第18–22頁
13. 1 2  Ezell 1983，第89頁
14. ↑  U.S. Army 1968，第36, 41–42頁
15. ↑  U.S. Army Weapons Command Future Weapons Systems Division 1969
16. ↑  Woodin Laboratory 1980，第1頁
17. ↑  Ezell 1983，第92, 95頁
18. ↑  Woodin Laboratory 1980，第5–6頁
19. 1 2  Ezell 1983，第95頁
20. ↑  U.S. Army Center of Military History 1974，第176頁
21. ↑  Ezell 1983，第96–97, 100頁
22. ↑  Ezell 1983，第98頁
23. ↑  Ezell 1983，第96, 102頁
24. 1 2  U.S. Army Center of Military History 1983，第240頁
25. ↑  Ezell 1983，第103–104頁
26. ↑  U.S. Army Center of Military History 1988，第243頁
27. 1 2 3 4  Crawford 2003，第17頁
28. 1 2  U.S. Army Center of Military History 1995，第43頁
29. ↑  Ezell 1988，第415頁
30. ↑  .   [2017-05-07]. （原始内容存档于2020-01-21）.
31. 1 2  Crawford 2003，第56頁
32. ↑  FNH USA website （页面存档备份，存于）, M249 description
33. ↑  Jane's Information Group 1994
34. 1 2  Pushies 2004，第88頁
35. ↑  .   [2009-06-29]. （原始内容存档于2009-08-06）.
36. ↑  Popenker, Maxim. .   [2009-04-29]. （原始内容 (html)存档于2009-03-23）.
37. ↑  .   [2009-07-03]. （原始内容 (html)存档于2010-12-04）.
38. ↑  Eby 2001
39. ↑  Savage 2002
40. ↑  Cargile 2001
41. ↑  Grundy 2001
42. ↑  Boutwell & Klare 1999，第70頁
43. ↑  U.S. Army Armament, Munitions and Chemical Command 1993
44. 1 2 3  Bruning 2006，第61頁
45. ↑  Jane's Information Group 1996
46. ↑  .   [2009-06-27]. （原始内容存档于2003-04-07）., M249 SAW Lessons Learned
47. ↑  Cordesman 2003，第383頁
48. ↑  英文原文：。
49. ↑  英文原文：。
50. ↑  英文原文：。
51. 1 2  Cox 2008
52. ↑  .   [2013-10-11]. （原始内容存档于2014-02-09）.
53. ↑  .   [2013-10-11]. （原始内容存档于2014-02-10）.
54. ↑  .   [2013-10-11]. （原始内容存档于2015-10-17）.

## 外部連結
- （英文）—FNH USA M249官方網頁
- （英文）—美國陸軍官方網頁—M249介紹 （页面存档备份，存于）
- （英文）—fas.org—M249 SAW （页面存档备份，存于）
- （英文）—Modern Firearms—FN Minimi/M249 （页面存档备份，存于）
- （中文）—槍炮世界—M249 SAW （页面存档备份，存于）